# Abessinsk fingerhirs
Abessinsk fingerhirs (Digitaria abyssinica) är en gräsart som först beskrevs av Achille Richard, och fick sitt nu gällande namn av Otto Stapf. Abessinsk fingerhirs ingår i släktet fingerhirser, och familjen gräs. Inga underarter finns listade i Catalogue of Life.